# 1976 en musique classique
| \| • Retour à la chronologie générale de la musique classique • \| |
| Grèce • Rome • Haut Moyen Âge • VIIIe siècle • IXe siècle • Xe siècle • XIe siècle XIIe siècle • XIIIe siècle • XIVe siècle • XVe siècle • XVIe siècle • XVIIe siècle XVIIIe siècle • XIXe siècle • XXe siècle • XXIe siècle |
| • Retour à la chronologie générale de la musique classique • |

| Années en musique classique : 1973 - 1974 - 1975 - 1976 - 1977 - 1978 - 1979    |
| Décennies en musique classique : 1940 - 1950 - 1960 - 1970 - 1980 - 1990 - 2000 |

## Événements

### Créations
- 6 avril : la Symphonie no 10 de William Schuman, créée par le National Symphony Orchestra dirigé par Antal Doráti.
- 24 avril : Music for 18 Musicians de Steve Reich, créé au Town Hall de New York.
- 18 mai : au Carnegie Hall (New York), le « concert du siècle » réunit Dietrich Fischer-Dieskau, Vladimir Horowitz, Yehudi Menuhin, Mstislav Rostropovitch, Isaac Stern et l'Orchestre philharmonique de New York dirigé par Leonard Bernstein.
- 1er juin : Lys de madrigaux, œuvre de Maurice Ohana, pour chœur féminin et ensemble instrumental, est créé.
- 25 juillet : Einstein on the Beach de Philip Glass, créé au Festival d'Avignon.
- Novembre : De Staat de Louis Andriessen, créé à Amsterdam.
- Décembre : Henryk Górecki finit sa Symphonie no 3.

#### Date indéterminée
- Arvo Pärt compose Für Alina qui marque la pièce écrite dans le style tintinnabuli du compositeur.

### Autres
- 1er janvier : concert du nouvel an de l'orchestre philharmonique de Vienne au Musikverein, dirigé par Willi Boskovsky.

#### Date indéterminée
- Fondation de l'ensemble des Sacqueboutiers de Toulouse par Jean-Pierre Canihac et Jean-Pierre Mathieu.
- Fondation de l'Ensemble intercontemporain par Pierre Boulez.
- Fondation du Chœur de l'Orchestre de Paris.
- Fondation de Musica Fiata, ensemble allemand de musique baroque.

## Prix
- Mstislav Rostropovitch reçoit le Prix Ernst von Siemens.
- Mogens Wöldike reçoit le Léonie Sonning Music Award.

## Naissances

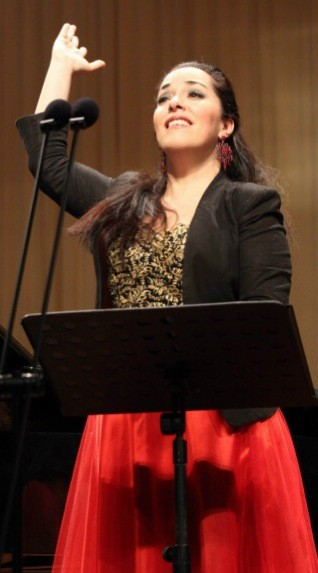
Laura Alonso

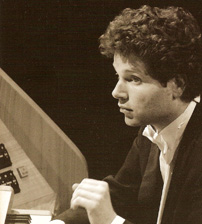
László Fassang

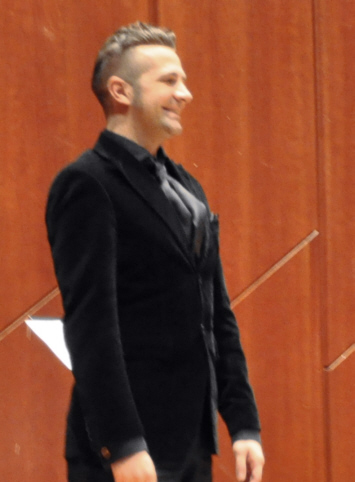
Max Emanuel Cenčić

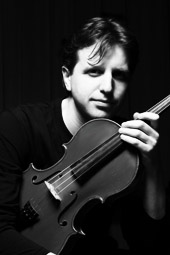
Viacheslav Dinerchtein

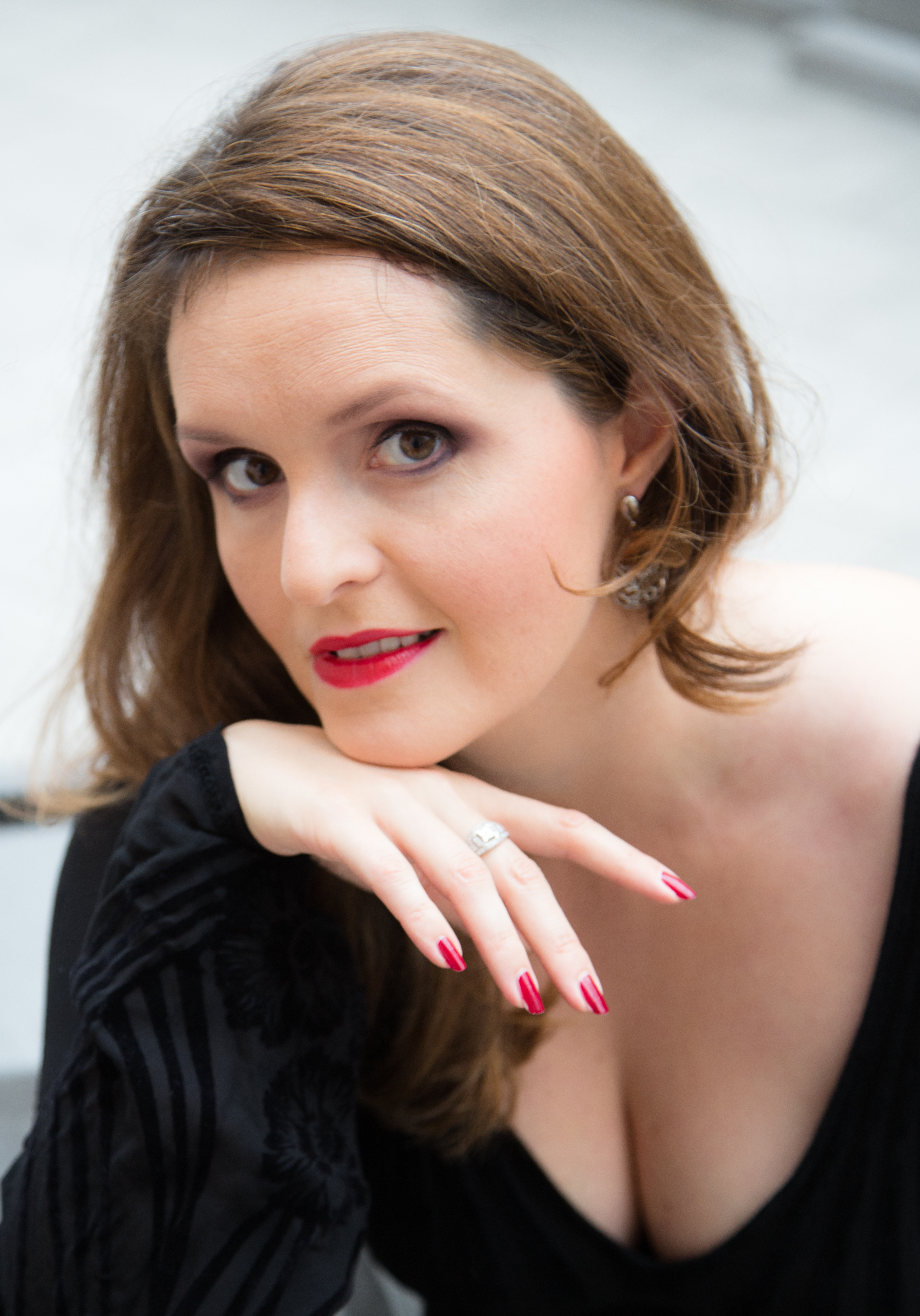
Sandra Trattnigg

- 2 janvier : Laura Alonso, soprano espagnole.
- 6 janvier : Sophie Teboul, pianiste française.
- 9 janvier : Svitlana Azarova, compositrice ukrainienne.
- 27 janvier :
  - Renaud Capuçon, violoniste français.
  - James Ehnes, violoniste canadien.
- 30 janvier : Daniel Okulitch, baryton-basse canadien.
- 31 janvier : Mirabela Dina, pianiste roumaine.
- 12 février : László Fassang, organiste et pianiste hongrois.
- 20 février : Johanna Beisteiner, guitariste classique autrichienne.
- 9 mars : Helena Juntunen, soprano finlandaise.
- 11 mars : Radek Baborák, corniste tchèque.
- 23 avril : Matteo Messori, joueur de clavier, chef d'orchestre, musicologue et enseignant italien.
- 24 février : Adriana Kučerová, soprano slovaque.
- 17 avril : Hèctor Parra, compositeur espagnol.
- 24 avril :
  - Serge Charlet, violoniste et enseignant vaudois.
  - Simon Steen-Andersen, compositeur danois.
- 19 mai : Christophe Sturzenegger, pianiste, corniste et compositeur suisse.
- 25 mai : Jacob Katsnelson, musicien russe, pianiste et professeur.
- 28 mai : Emiliano Gonzalez Toro, ténor suisse.
- 3 juin : Véronique Bracco, pianiste, accompagnatrice, professeur de piano et compositrice française.
- 29 juin : Antonino Fogliani, chef d'orchestre italien.
- 7 juillet : Vasily Petrenko, chef d’orchestre russe.
- 2 août : Lidija Bizjak, pianiste serbe.
- 5 août : Leonardo García Alarcón, chef d'orchestre argentin.
- 8 septembre : Ilan Volkov, chef d'orchestre Israélien.
- 16 septembre : Elīna Garanča, mezzo-soprano lettonne.
- 21 septembre : Max Emanuel Cenčić, contreténor croate.
- 24 septembre : Günther Groissböck, basse autrichienne.
- 26 septembre : Ildar Abdrazakov, chanteur d'opéra russe.
- 7 octobre : Pekka Kuusisto, violoniste et chef d'orchestre finlandais.
- 24 octobre : Laure Favre-Kahn, pianiste française.
- 30 octobre : Viacheslav Dinerchtein, altiste biélorusse.
- 31 octobre : Fahmi Alqhai, musicien  espagnol de viole de gambe.
- 7 novembre : Shani Diluka, pianiste.
- 14 novembre : Sandra Trattnigg, cantatrice d'opéra et concert autrichienne.
- 22 novembre : Daniel Müller-Schott, violoncelliste allemand.
- 30 novembre : Iveta Apkalna, organiste lettonne.
- 4 décembre : Kimiko Douglass-Ishizaka, pianiste et haltérophile germano-japonaise.
- 14 décembre : Camille Zamora, soprano américaine.
- 26 décembre : Kyrylo Karabyts, chef d'orchestre ukrainien.

### Date indéterminée
- Saleem Abboud Ashkar, pianiste israélo-palestinien.
- Elizabeth Askren, pianiste et chef d'orchestre américaine.
- Jean-Luc Ballestra, baryton français.
- Gábor Boldoczki, trompettiste hongrois.
- Alexandre Debrus, violoncelliste belge.
- Jean-Baptiste Fonlupt, pianiste français.
- Luigi Gaggero, percussionniste italien.
- Gustavo Gimeno, chef d'orchestre espagnol.
- Aapo Häkkinen, claveciniste finlandais.
- Sofi Jeannin, mezzo-soprano et chef de chœur suédoise.
- Jonathan Lemalu, chanteur d'opéra néo-zéalandais.
- Giovanni Battista Parodi, basse italienne.
- Cédric Pescia, pianiste classique franco-suisse.
- Bruno Procopio, claveciniste franco-brésilien.
- Jean-Baptiste Robin, compositeur et organiste français.
- Céline Scheen, soprano belge.
- Amira Selim, chanteuse lyrique soprano colorature.
- Jeremy Thurlow, compositeur et critique musical britannique.
- Shadi Torbey, basse belge d’origine libanaise.
- Juraj Valčuha, chef d'orchestre.
- Carolin Widmann, violoniste allemande.

## Décès

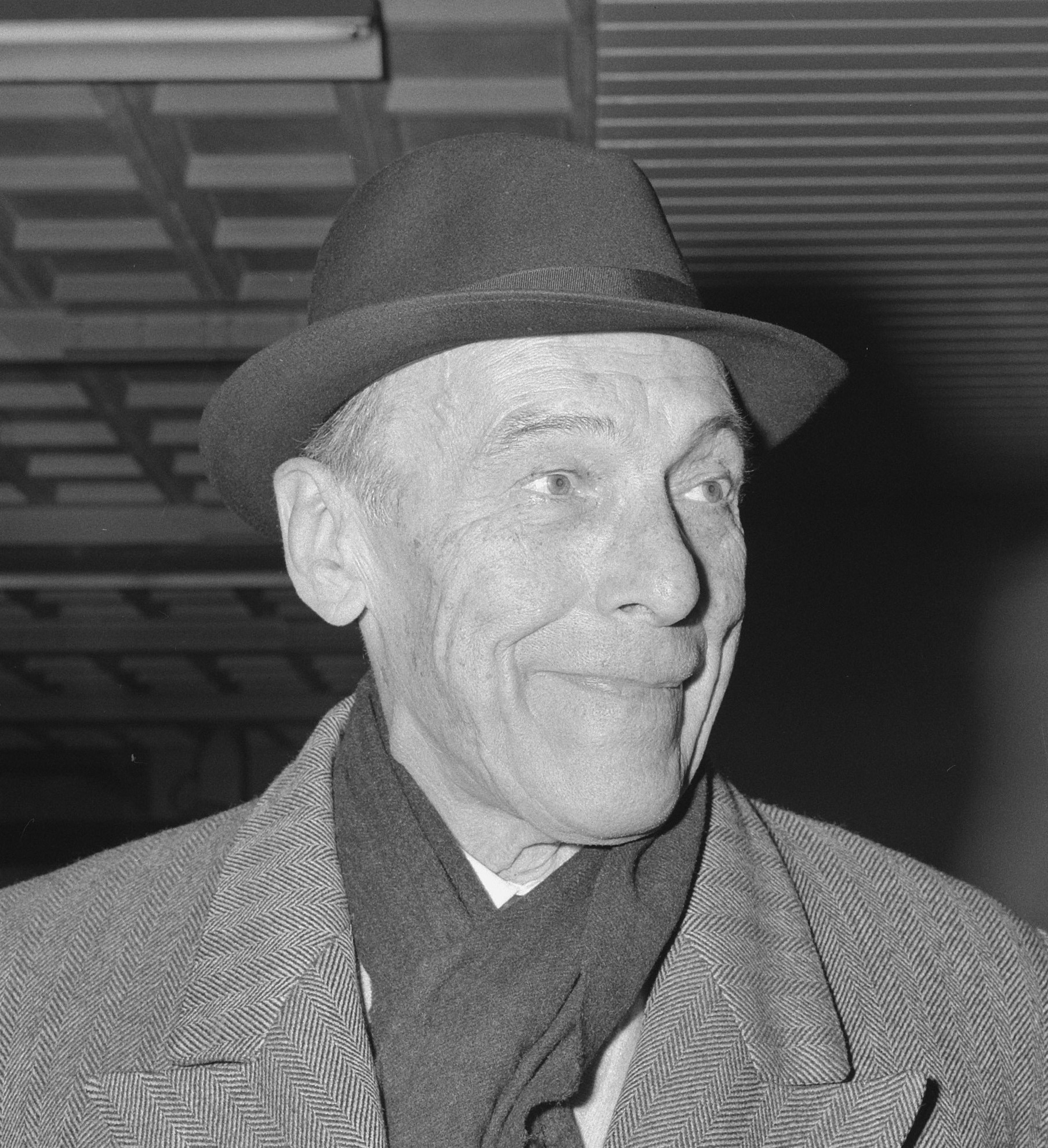
Alexander Brailowsky

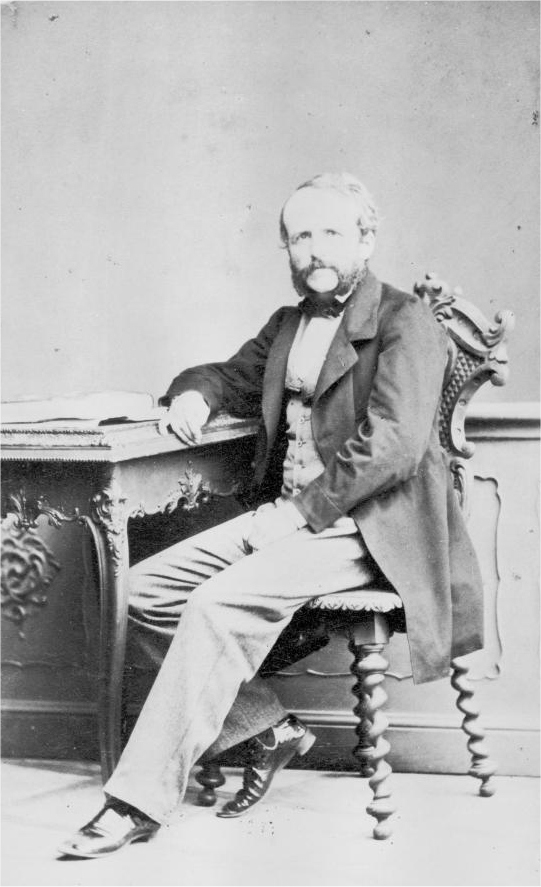
August Wilhelm Ambros

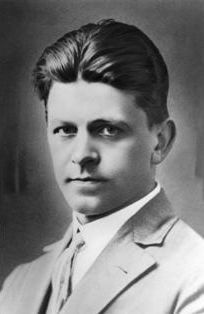
Karol Hławiczka

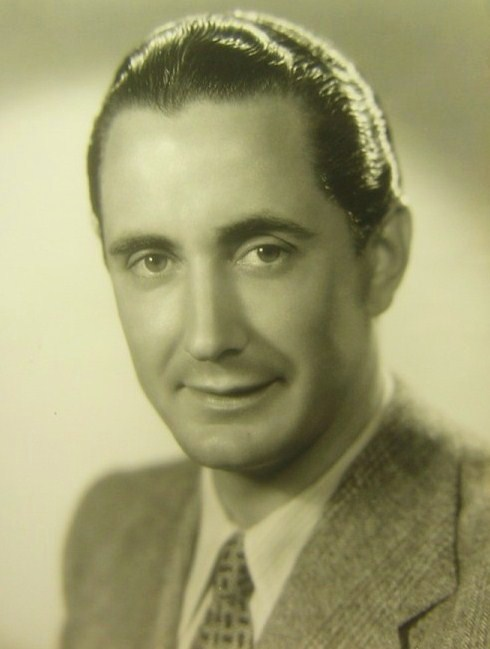
Nino Martini

- 2 janvier : Isabelle Nef, pianiste et claveciniste suisse (° 27 septembre 1898).
- 5 janvier : Georges Migot, compositeur français (° 27 février 1891).
- 6 janvier : Óscar Esplá, compositeur espagnol (° 5 août 1886).
- 26 janvier : Henri Lebon, flûtiste français (° 5 juillet 1911).
- 13 février : Lily Pons, cantatrice soprano française naturalisée américaine (° 12 avril 1898).
- 1er mars : Jean Martinon, chef d'orchestre et compositeur français (° 10 janvier 1910).
- 19 mars : Ivo Tijardović, compositeur, écrivain et peintre croate (° 18 septembre 1895).
- 20 mars : Felicie Hüni-Mihacsek, soprano hongroise (° 3 avril 1891).
- 22 mars : Yoshie Fujiwara, ténor japonais (° 5 décembre 1898).
- 9 avril :
  - Alois Melichar, compositeur et chef d'orchestre autrichien (° 18 avril 1896).
  - Akio Yashiro, compositeur japonais (° 10 septembre 1929).
- 10 avril : Enrico Mainardi, professeur, compositeur et chef d'orchestre italien (° 19 mai 1897).
- 24 avril : George Posford, compositeur anglais d'opérettes (° 23 mars 1906).
- 25 avril : Alexander Brailowsky, pianiste ukrainien naturalisé français (° 16 février 1896).
- 8 mai : Valentino Bucchi, compositeur et enseignant italien (° 29 novembre 1916).
- 9 mai : Raymond Chevreuille, compositeur et ingénieur du son belge (° 17 novembre 1901).
- 12 mai : Rudolf Kempe, chef d'orchestre allemand (° 14 juin 1910).
- 21 mai : Harold Blair, ténor et militant aborigène australien (° 13 septembre 1924).
- 26 mai : Maggie Teyte, soprano anglaise (° 17 avril 1888).
- 6 juin : Elisabeth Rethberg, soprano allemande (° 22 septembre 1894).
- 9 juin : Agostino Gabucci, clarinettiste et compositeur italien (° 4 janvier 1896).
- 14 juin : Géza Anda, pianiste hongrois (° 19 novembre 1921).
- 24 juin : Samuel Dushkin, violoniste américain (° 13 décembre 1891).
- 28 juin :
  - Iakov Zak, pianiste soviétique.
  - August Wilhelm Ambros, compositeur, musicologue et historien de la musique autrichien (° 11 novembre 1816).
- 30 juin : Marguerite Roesgen-Champion, pianiste et claveciniste suisse (° 25 janvier 1894).
- 3 juillet : Revol Bounine, compositeur soviétique (° 6 avril 1924).
- 5 juillet : Charles Panzéra, chanteur d'opéra suisse (° 16 février 1896).
- 13 juillet : Max Butting, compositeur allemand (° 6 octobre 1888).
- 22 juillet : Karol Hławiczka, pianiste et compositeur polonais (° 14 février 1894).
- 30 juillet : François Demierre, compositeur et organiste vaudois (° 3 juin 1893).
- 6 août : Gregor Piatigorsky, violoncelliste russe naturalisé américain (° 17 avril 1903).
- 22 août :
  - Gina Bachauer, pianiste grecque naturalisée britannique (° 21 mai 1913).
  - Anton Profes, compositeur autrichien (° 26 mars 1896).
- 25 août : Mieczysław Munz, pianiste américano-polonais (° 31 octobre 1900).
- 26 août : Lotte Lehmann, cantatrice allemande naturalisée américaine (° 27 février 1888).
- 23 septembre : Roger Bourdin, flûtiste français (° 27 janvier 1923).
- 30 septembre : Louis Fourestier, violoncelliste, chef d'orchestre et compositeur français (° 31 mai 1892).
- 11 octobre : Werner Haas, pianiste classique allemand (° 3 mars 1931).
- 18 octobre : Janine Micheau, cantatrice française (° 17 avril 1914).
- 27 octobre : Deryck Cooke, musicologue et musicien britannique (° 14 septembre 1919).
- 30 octobre : Daniel Bonade, professeur et clarinettiste classique américain (° 4 avril 1896).
- 3 novembre : Dean Dixon, chef d’orchestre américain (° 10 janvier 1915).
- 9 novembre : Rosina Lhévinne, pianiste et pédagogue russe (° 29 mars 1880).
- 12 novembre :
  - Alfons Ott, musicologue allemand (° 21 février 1914).
  - Walter Piston, compositeur américain (° 20 janvier 1894).
- 22 novembre : Henri Akoka, clarinettiste français (° 23 juin 1912).
- 28 novembre : Harold Darke, compositeur, chef de chœur et organiste anglais (° 29 octobre 1888).
- 29 novembre : Giovanni Voyer, ténor espagnol (° 28 octobre 1901).
- 4 décembre : Benjamin Britten, compositeur, chef d'orchestre et pianiste britannique (° 22 novembre 1913).
- 10 décembre : Nino Martini, ténor d'opéra italien (° 7 août 1902).
- 13 décembre : Vladas Jakubėnas, compositeur, pianiste, critique musical et musicologue lituanien (° 15 mai 1904).
- 25 décembre : Günther Arndt, chef de chœur allemand (° 1er avril 1907).

### Date indéterminée
- Roger Jénoc, violoniste, compositeur et chef d'orchestre français (° 7 avril 1891).